# Warszawianka

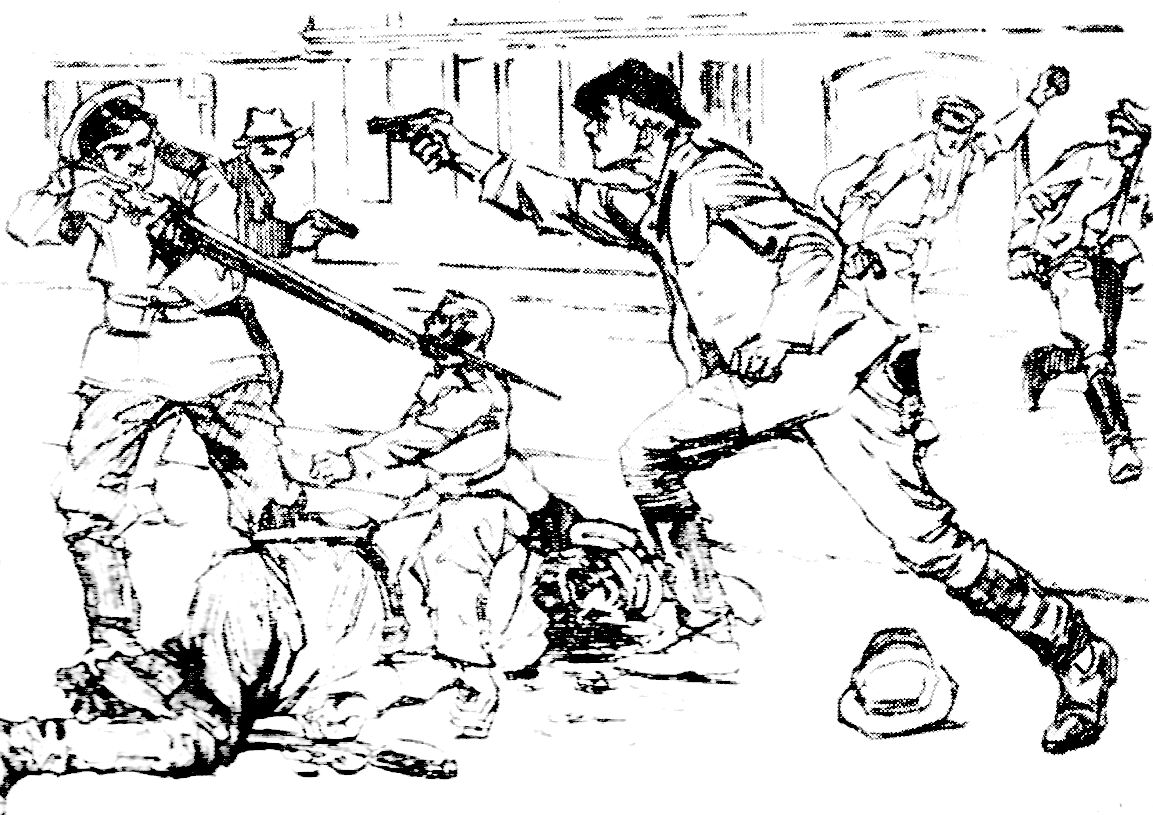
Els disturbis de 1905 representats a la revista "Robotnik".

Varchavianka, Warszawianka, Warschawjanka o Varsoviana, sovint coneguda com a Warszawianka 1905, és una cançó revolucionària socialista polonesa, composta el 1883 pel poeta polonès Wacław Święcicki. L'autor la va escriure quan fou tancat en una presó de Varsòvia, en un moment en què el moviment obrer polonès sostenia dures bregues reivindicatives i lluitava contra l'ocupació russa. La cançó es basà en un tema popular polonès (unes altres versions apunten a La marxa dels zuaus). Es cantà, per primera volta, en la manifestació obrera del 2 de març del 1885 a Varsòvia i es popularitzà i versionà a tot Europa per la solidaritat del moviment obrer amb Polònia.
Amb el nom de Marcha triunfal i el subtítol A las barricadas! se'n publicà la partitura, el novembre del 1933, en el suplement de la revista Tierra y Libertad de Barcelona. Posteriorment, aquesta versió en castellà es convertiria en l'himne de la CNT.

## Lletra i versions

### Versions en polonès
| Lletra original en polonès (Versió socialista) |
| --- |
| Śmiało podnieśmy sztandar nasz w górę! Choć burza wrogich żywiołów wyje, Choć nas dziś gnębią siły ponure, Chociaż niepewne jutro niczyje... O!... bo to sztandar całej ludzkości, To hasło święte, pieśń zmartwychwstania, To tryumf pracy — sprawiedliwości, To zorza wszystkich ludów zbratania. Naprzód, Warszawo! Na walkę krwawą, Świętą a prawą! Marsz, marsz, Warszawo! Dziś, gdy roboczy lud ginie z głodu, Zbrodnią w rozkoszy tonąć, jak w błocie; I hańba temu, kto z nas za młodu Lęka się stanąć choć na szafocie! Nikt za ideę nie ginie marnie, Z czasem zwycięża Chrystus Judasza! Niech święty ogień młodość ogarnie, Choć wielu padnie — lecz przyszłość nasza! Naprzód, Warszawo! Na walkę krwawą, Świętą a prawą! Marsz, marsz, Warszawo! Hura!... zerwijmy z carów korony, Gdy ludy dotąd chodzą w cierniowej; I w krwi zatopmy nadgniłe trony, Spurpurowione we krwi ludowej!... Ha!... zemsta straszna dzisiejszym katom, Co wysysają życie z milionów!... Ha!... zemsta carom i plutokratom! A przyjdzie żniwo przyszłości plonów! Naprzód, Warszawo! Na walkę krwawą, Świętą a prawą! Marsz, marsz, Warszawo! |

| Lletra modificada (Versió comunista) |
| --- |
| Śmiało podnieśmy sztandar nasz w górę! Choć burza wrogich żywiołów wyje, Choć nas dziś gnębią siły ponure, Chociaż niepewne jutro niczyje... O!... bo to sztandar całej ludzkości, To hasło święte, pieśń zmartwychwstania, To tryumf pracy — sprawiedliwości, To zorza wszystkich ludów zbratania. Naprzód Warszawo! Na walkę krwawą, Świętą a prawą! Marsz, Warszawo, marsz! Dziś, gdy roboczy lud ginie z głodu, Zbrodnią w rozkoszy tonąć, jak w błocie; I hańba temu, kto z nas za młodu Lęka się stanąć choć na szafocie! O, nie bez śladu każdy z tych skona, Co życie sprawie oddają w darze, Bo nasz zwycięski śpiew ich imiona Milionom ludzi ku czci przekaże! Naprzód Warszawo! Na walkę krwawą, Świętą a prawą! Marsz, Warszawo, marsz! Hura!... zerwijmy z carów korony, Gdy ludy dotąd chodzą w cierniowej; I w krwi zatopmy nadgniłe trony, Spurpurowiałe we krwi ludowej!... Ha!... zemsta straszna dzisiejszym katom, Co wysysają życie z milionów!... Ha!... zemsta carom i plutokratom! A przyjdzie żniwo przyszłości plonów! Naprzód, Warszawo! Na walkę krwawą, Świętą a prawą! Marsz, Warszawo, marsz! |

| Transcripció literal en català |
| --- |
| Deixa'ns aixecar sagnant la nostra bandera, Fins i tot quan una tempesta d'elements hostils està xiulant Fins i tot quan forces sinistres ens oprimeixen avui, Fins i tot quan el demà de tothom és incert. Oh, aquesta és la bandera de tota la humanitat, El crit sagrat, la cançó de la resurrecció, És el triomf del treball i la justícia, És l'alba de la germandat de tots els pobles! Endavant, Varsòvia! Cap a la lluita sagnant, Sagrada i justa! Marxa, marxa, Varsòvia! Avui quan el poble treballador es mor de gana, Gaudir del luxe és un crim, I vergonya a aquells d'entre nosaltres, qui en la nostre joventut, Està espantada de muntar la bastida! Oh, no oblidarem mai la mort d'aquells, Que van donar la vida per la causa, Perquè el nostre cant victoriós farà Els seus noms honrats per milions de persones! Endavant, Varsòvia! Cap a la lluita sagnant, Sagrada i justa! Marxa, marxa, Varsòvia! Hurra! Fem caure la corona dels tsars, Mentre els pobles porten la d'espines. Ofeguem els trons trencats en sang, Els trons ja llueixen morats amb la sang del poble! Ha! Espantosa venjança als turments d'avui, Que exprimeixen la vida de milions de persones. Ha! Venjança als tsars i als plutòcrates, I collirem els fruits del futur! Endavant, Varsòvia! Cap a la lluita sagnant, Sagrada i justa! Marxa, marxa, Varsòvia! |